# Château de Mézens
Le château de Mézens est situé sur la commune de Mézens, dans le département du Tarn.

## Historique
Le château - bâti par les seigneurs de Rabastens au XIe siècle - domine de son allure sarrasine le village de Mézens qui semble blotti à ses pieds. Partiellement incendié en 1568 durant les guerres de religion, le château a été maintes fois restauré et offre un témoignage rare du moyen-âge, avec son donjon de 25 mètres orné de créneaux et mâchicoulis.
Catherine de Roquefeuil, épouse de François de La Valette, sieur de Parisot et Gramont, héritière de feue Anne de Roquefeuil, sa tante - elle-même veuve de Bertrand de Rabastens, vicomte de Paulin - cède la terre et la baronnie de Mézens avec toutes les dépendances à Jean de Gineste, le 14 mars 1619 pour 34 000 livres. Ce dernier, conseiller et juge-mage au parlement de Toulouse, restaure le monument jusqu'en 1622 et son fils aîné, Jean-François de Gineste, lui succède en 1628.
Gabriel-Hippolyte de Solages (1772-1843), petit-fils de Gabriel de Solages - lointain descendant des seigneurs de Rabastens - achète en août 1808 le château aux nièces du chanoine Pierre Joseph de Majoret d'Espanès, baron de Mézens (11 mai 1738 - 17 février 1808). Il appartient depuis à la famille de Solages.
Le monument fait l’objet d’une inscription au titre des monuments historiques depuis le 10 août 2005.

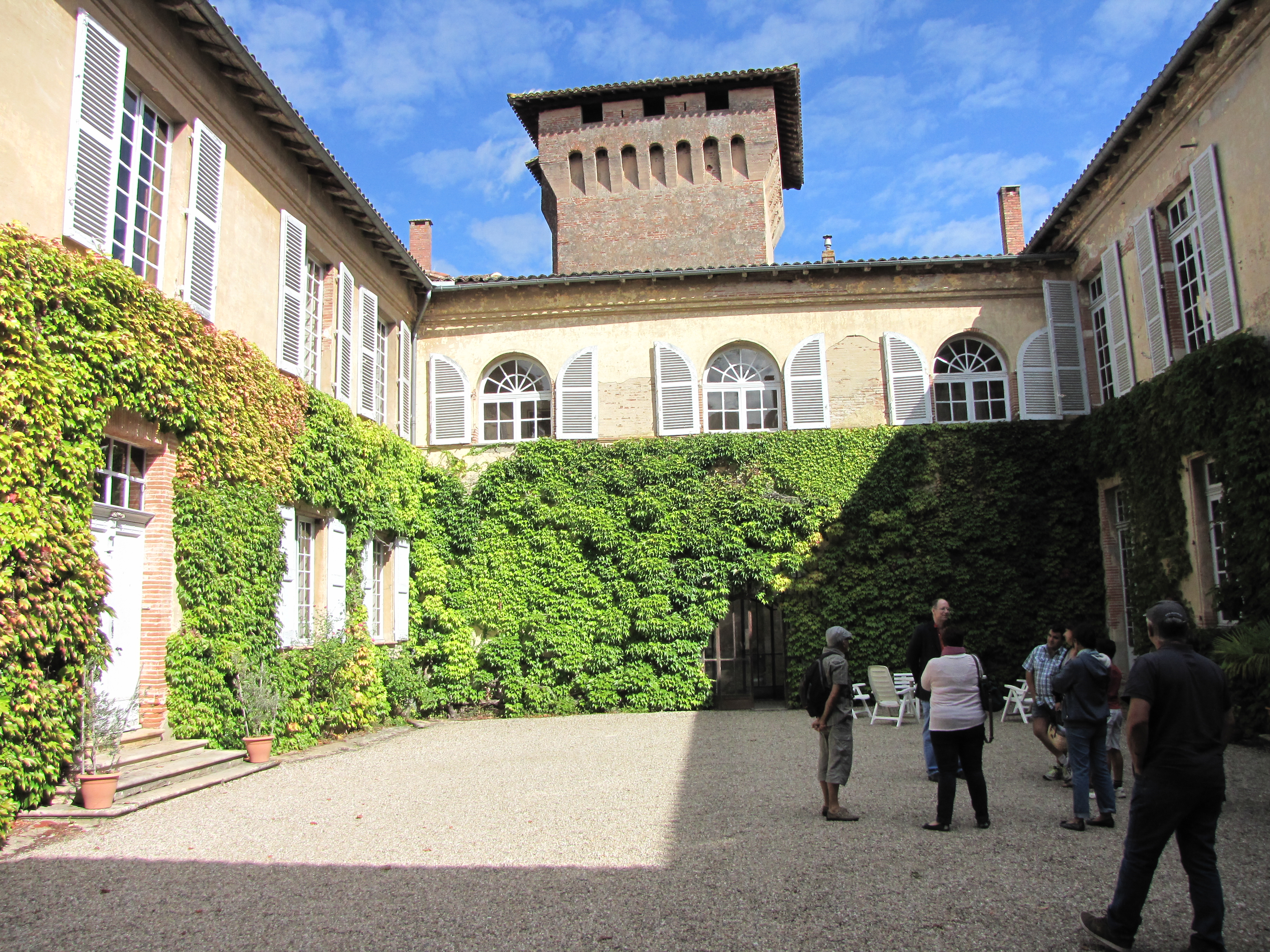
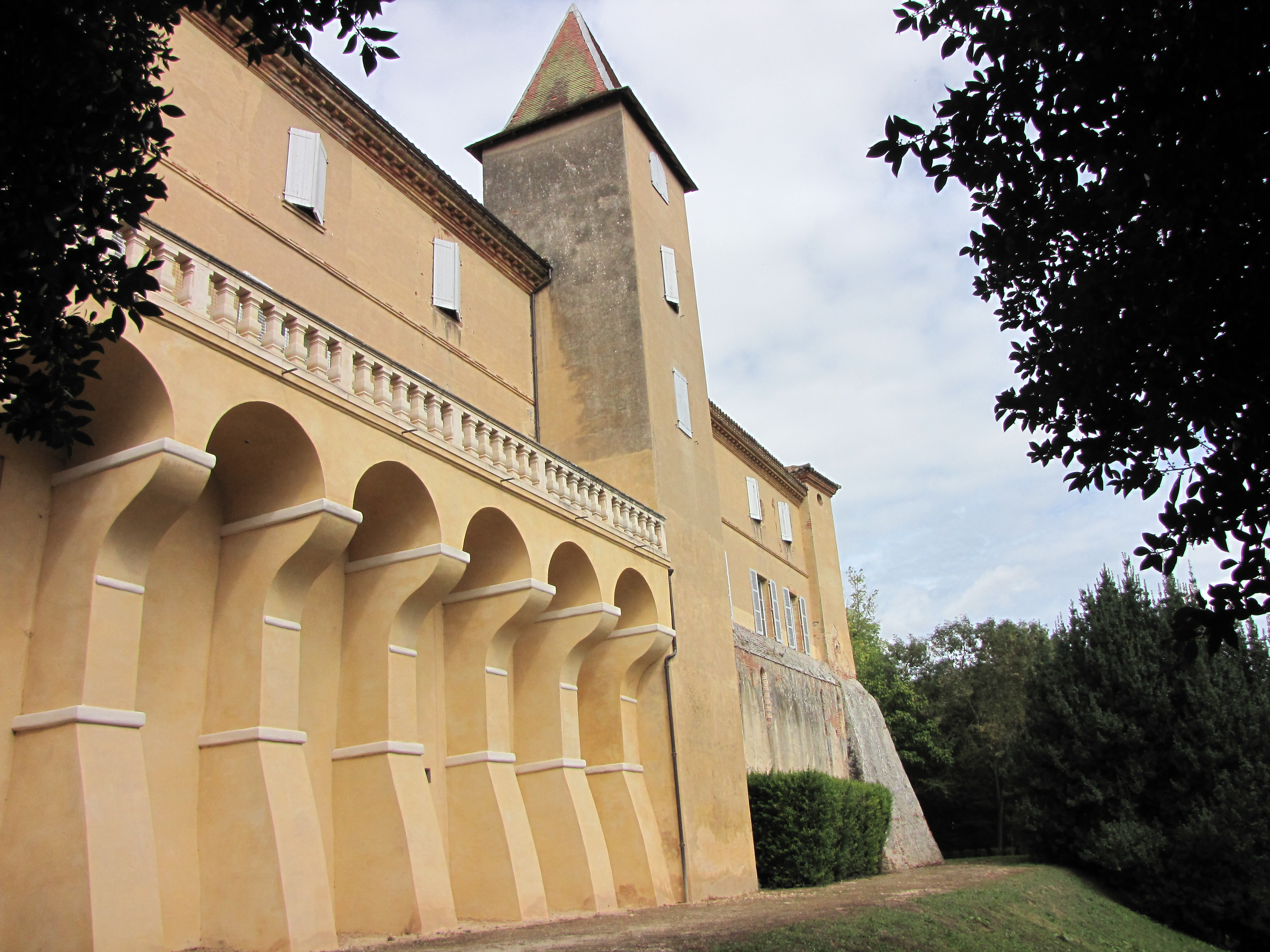